# Strzeszyn (gmina Grzmiąca)
Strzeszyn – osada w Polsce położona w województwie zachodniopomorskim, w powiecie szczecineckim, w gminie Grzmiąca.